# 高杉城
高杉城（たかすぎじょう）は、備後国三谿郡（現在の広島県三次市高杉町）にあった日本の城（平城）。広島県指定史跡に指定されている。現在は知波夜比古神社が鎮座する。

## 概要

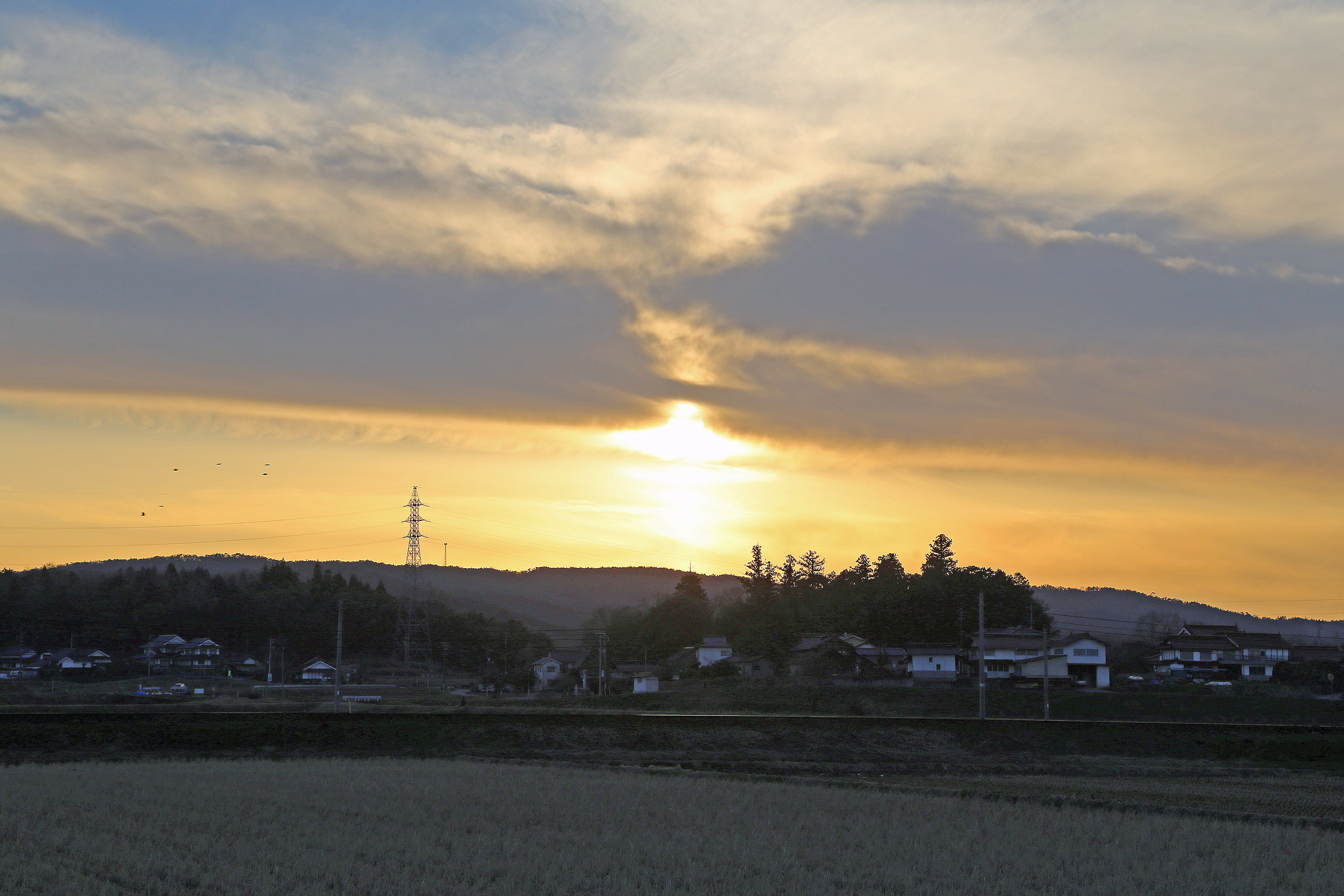
遠景

備後国国人江田氏の家臣、祝氏の居城であった。天文20年（1551年）に陶隆房の反乱（大寧寺の変）で大内義隆が弑逆されると、江田氏は天文22年（1553年）に大内氏を見限り尼子氏に寝返る。翌年、陶晴賢の指示を受けた毛利元就の攻撃によって陥落して廃城となった。
城は廃城となったが、当時から知波夜比古神社が城内にあり、社殿の再建が行われている。また、祝氏一族で生き残った者もおり、祝広縄は知波夜比古神社の神職を務め、高杉小太郎は厳島の戦いにも参戦し、軍功を挙げている。

## 構造
馬洗川と美波羅川の合流する河岸段丘上にあり、東西70メートル・南北80メートルの方形居館型の城郭であった。落城後に廃城となり、神社の神域として保護されたため、城の北側東側の周囲には堀が残り、郭内部には土塁が残っている。南側の部分にも虎口を意識した作りの郭内部に土塁が残存し、こちらが大手だったと推測される。
現在、西側には道路が通っているが、この部分にも堀が存在したことが、2012年（平成24年）の調査で確認されている。
建築物の詳細については不明だが、当時から知波夜比古神社の社殿が存在していたと推測される。
当時の城域は不明であるが、現在の境内を本丸部とし、周囲の丘陵まで城域であったという説もある。戦後まもなく撮られた1947年（昭和22年）の空撮写真では周囲にまで城域があった痕跡は見られない。

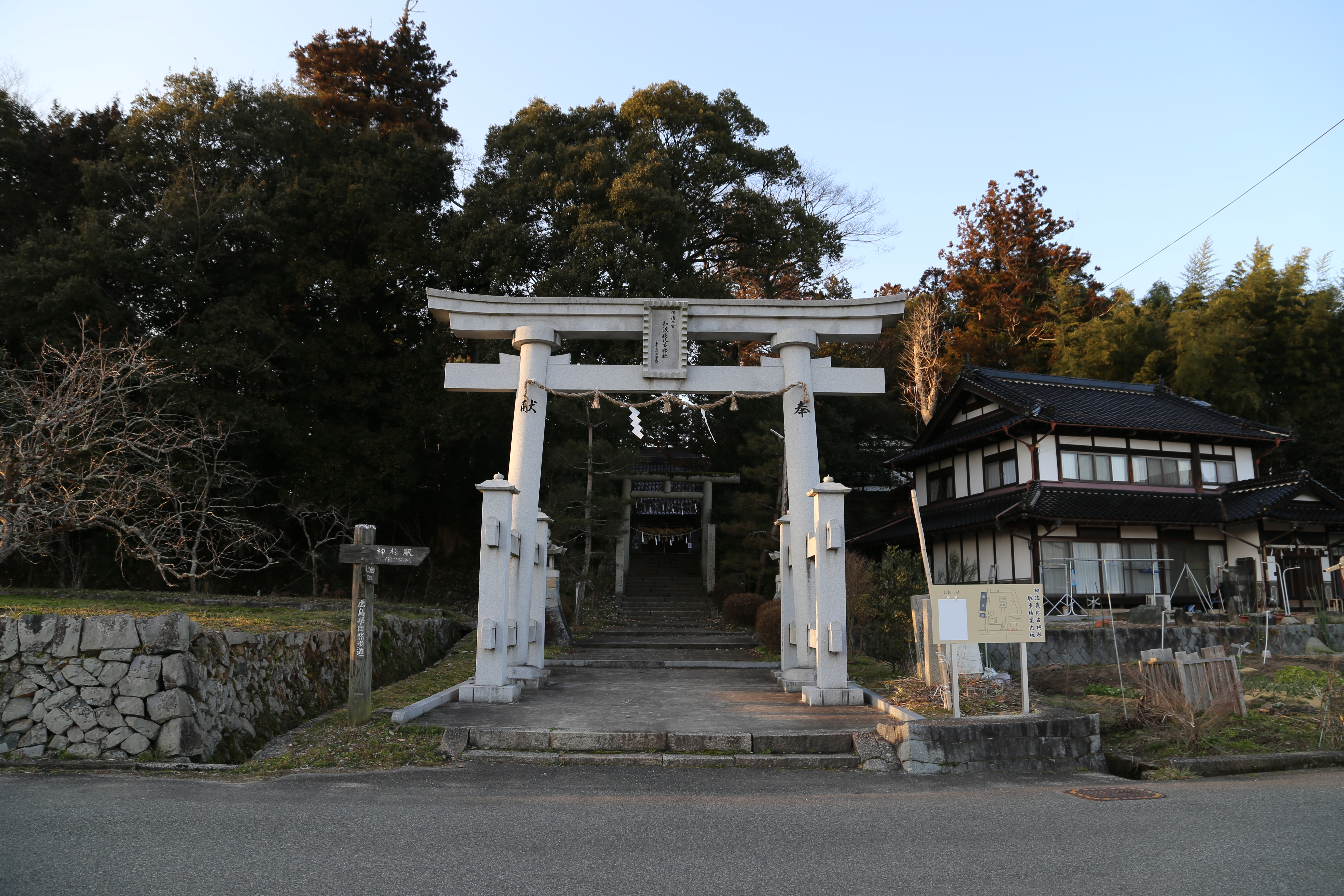
南大手口跡（知波夜比古神社境内入り口）
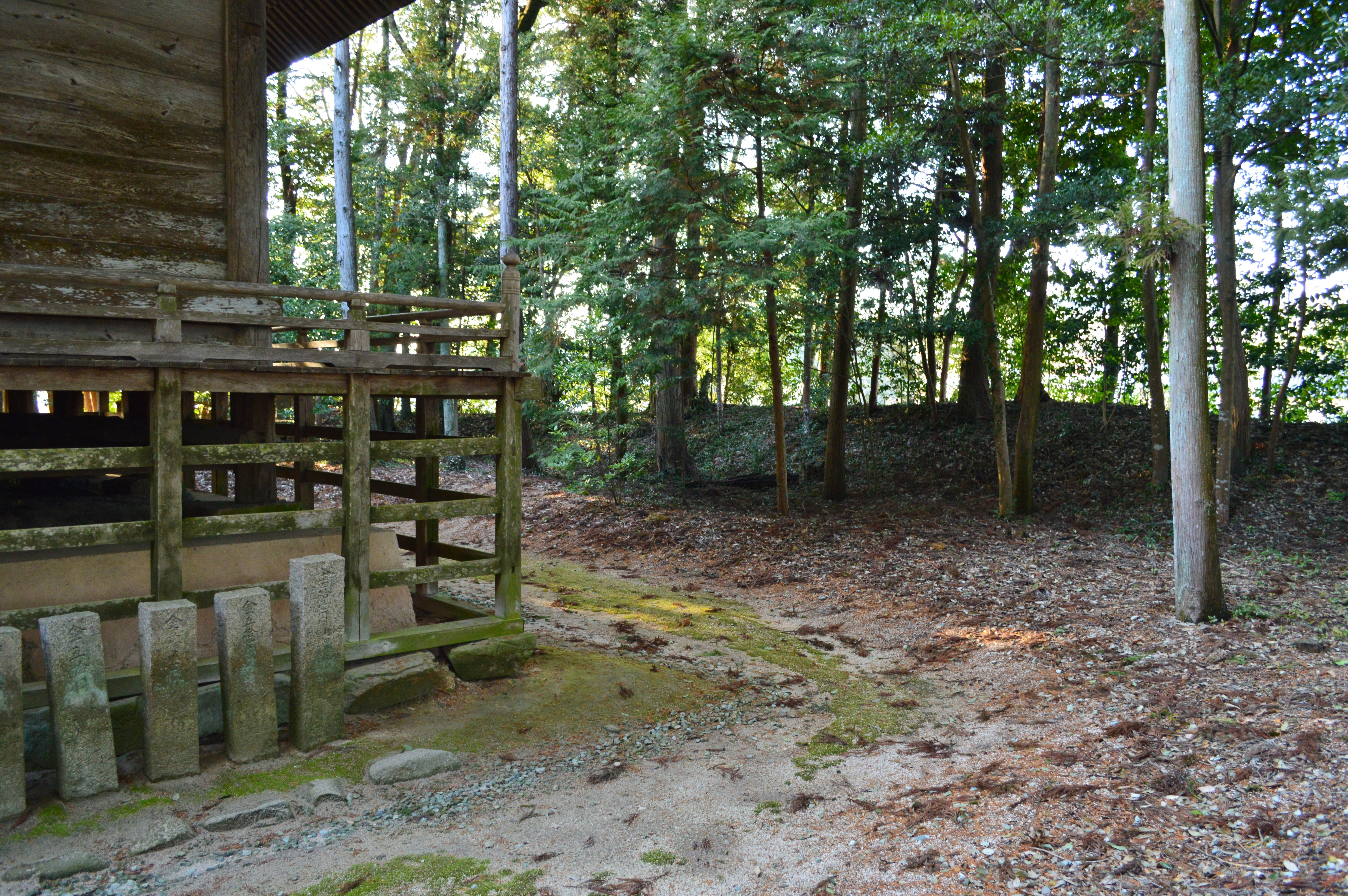
土塁（北側、左に知波夜比古神社本殿）
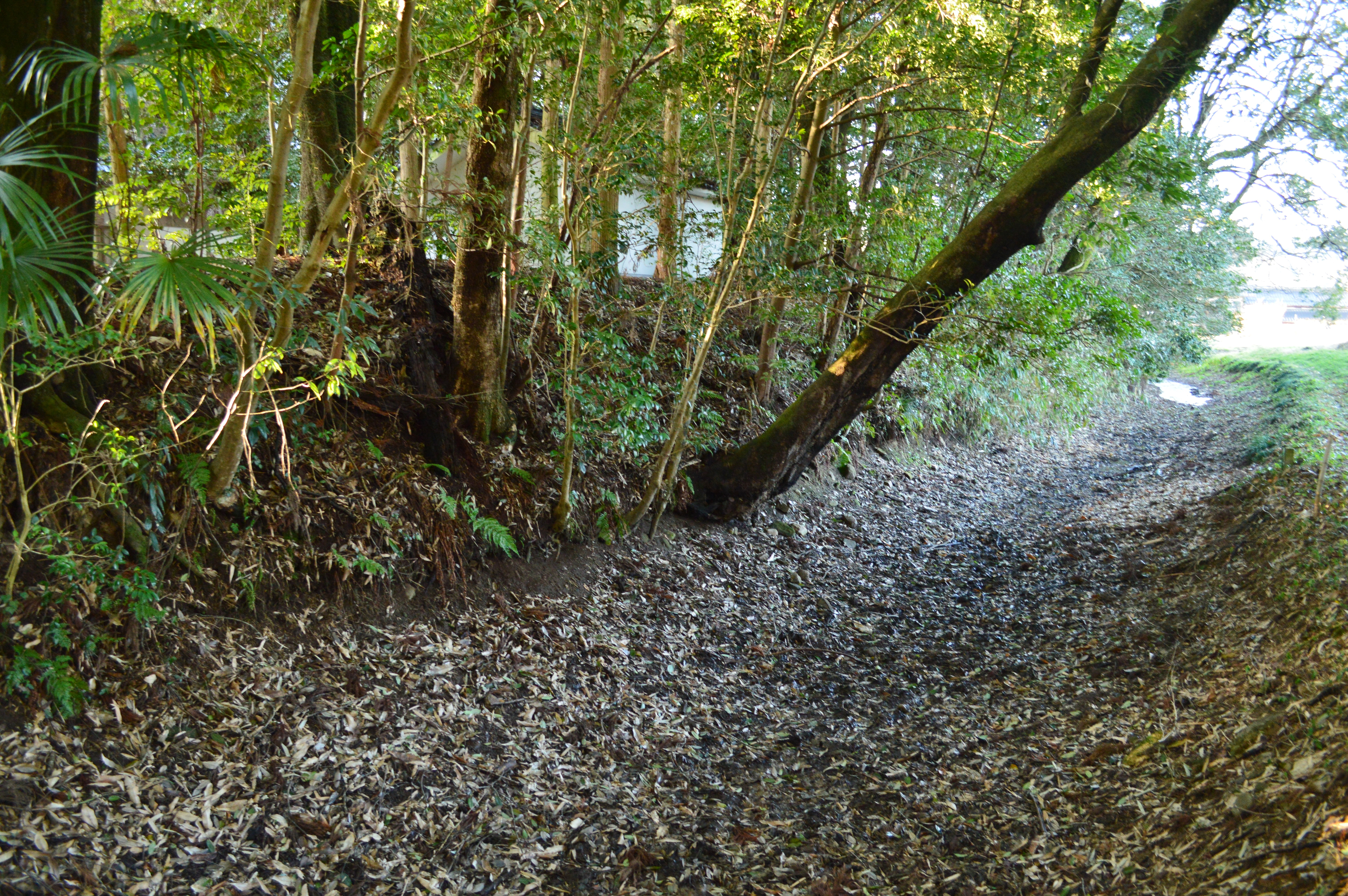
堀・土塁（東側）

## 安芸武田氏支流祝氏・高杉氏

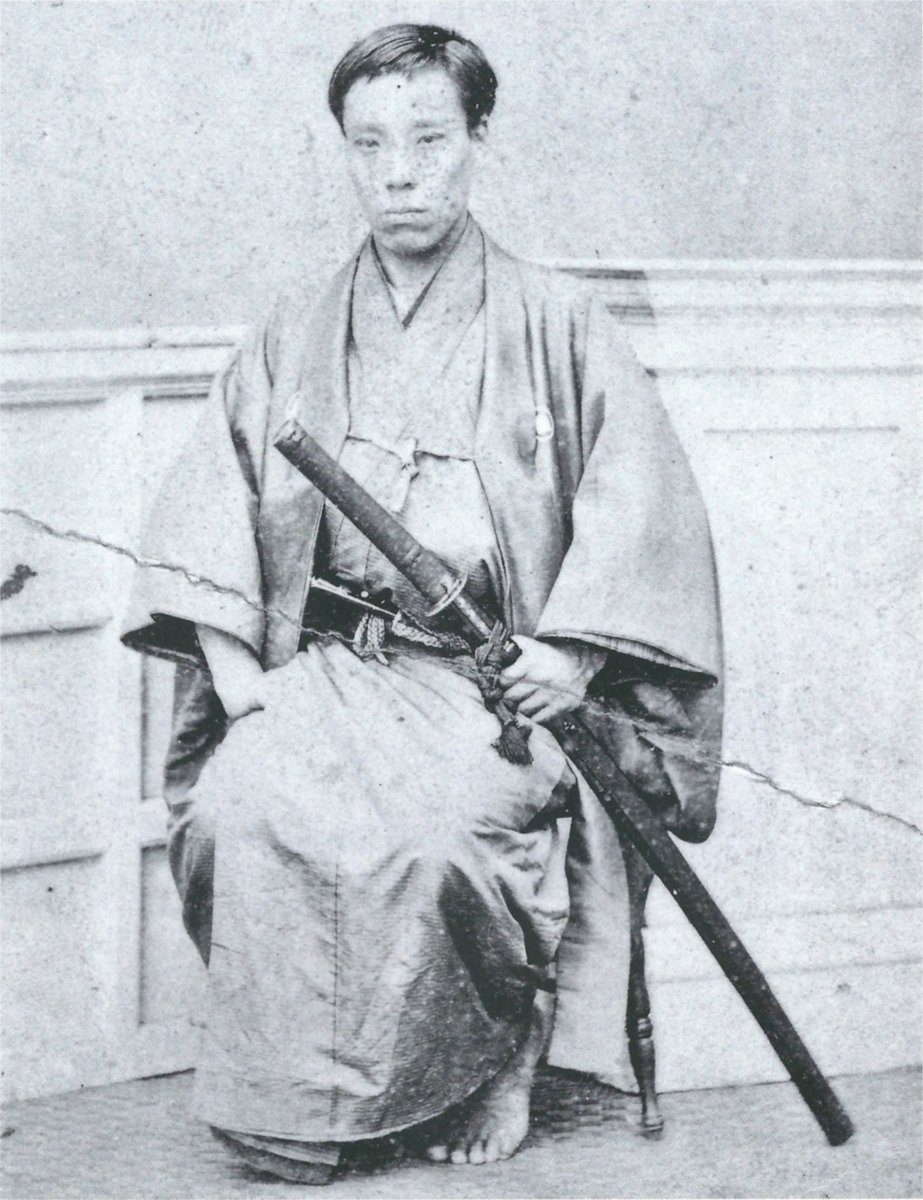
高杉晋作

城主であった祝氏は元々安芸国分郡守護武田氏の一族（系図には諸説あり）で、知波夜比古神社の祝職を担ったため、名字を祝としたとされる。高杉城落城後は祝の名字を捨て、在地名である高杉を名字とし、毛利氏家臣として続いた。
毛利氏の家臣録である萩藩閥閲録では、高杉晋作の祖先は備後国高杉城主の高杉小四郎春時とされ、初代春時→春光→春貞→就春→春俊→春信→春善→春明→春豊→春樹→春風（晋作）と続いた。

## 文化財

### 広島県指定文化財
- 史跡
  - 高杉城跡 - 1984年（昭和59年）11月19日指定、2015年（平成27年）1月13日に史跡範囲の追加指定[3]。

## 参考資料
- 広島県教育委員会 1996年『広島県中世城館遺跡総合調査報告書』第4集
- 『萩藩閥閲録』
- 2014年（平成26年）『広島県文化財保護審議会史跡・埋蔵文化財合同部会 現地調査・会議記録』
- 三次市教育委員会 2016年『広島県三次市文化財調査報告書9：高杉城堀跡試掘調査・高杉段遺跡発掘調査報告書』